# کالین تاد
کالین تاد (به انگلیسی: Colin Todd) بازیکن فوتبال زادهٔ ۱۲ دسامبر ۱۹۴۸ اهل انگلستان بود که سابقهٔ بازی در تیم ملی فوتبال انگلستان را در کارنامهٔ خود دارد. وی در تاریخ ۲۳ مه ۱۹۷۲ نخستین بازی ملی خود را در مقابل تیم ملی فوتبال ایرلند شمالی انجام داد و با حضور در ۲۷ بازی ملی، در تاریخ ۲۸ مه ۱۹۷۷ واپسین بازی ملی‌اش را در برابر تیم ملی فوتبال ایرلند شمالی برگزار کرد.